# Ana Alcaide

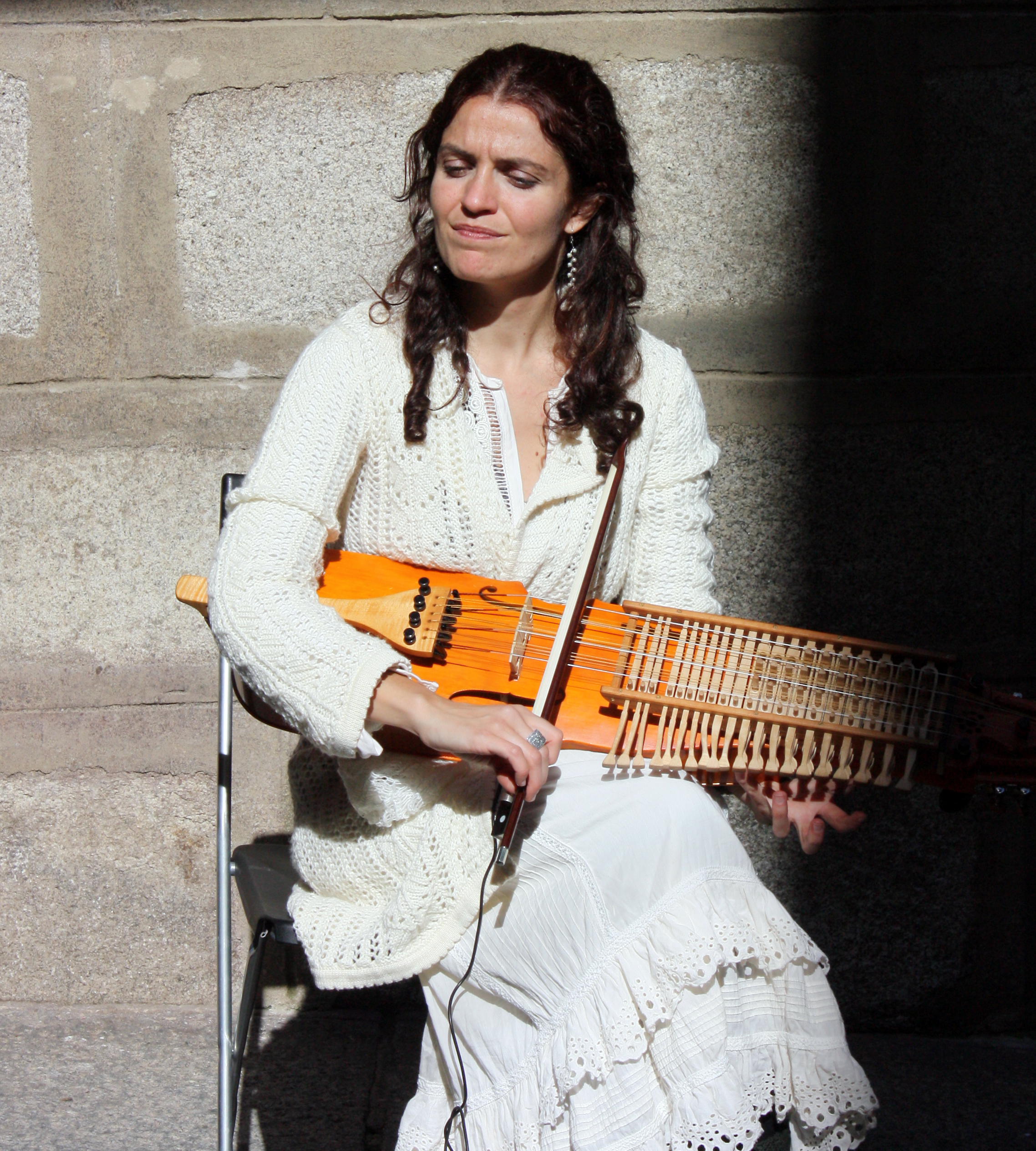
Ana Alcaide mit einer Nyckelharpa auf einem Straßenkonzert, música callejera in der Altstadt von Toledo, 2010

Ana Alcaide (* 1976 in Madrid) ist eine spanische Musikerin, Komponistin, Musikproduzentin und studierte Biologin die heute in Toledo lebt.

## Leben und Wirken
Schon im Alter von sieben Jahren erhielt Alcaide klassischen Violinunterricht. Später studierte sie Musik am Conservatorio de Getafe in Madrid und hiernach an der  Universität Lund in Lund (Schweden). Weitere Ausbildungen folgten in den Ländern Spanien, Schweden und Mexiko.
Sie ist ferner eine studierte Biologin, mit einer Spezialisierung zur Botanikerin an der Universität Complutense Madrid. Nach ihrem Abschluss in Botanik im Jahre 2000 ging sie zeitweise nach Schweden, um dort das traditionelle, mittelalterliche schwedische Musikinstrument, die Nyckelharpa zu erlernen.
Im Jahre 2005 folgte ein weiterer Aufenthalt in Schweden. Während dieses länger währenden Aufenthaltes begann sie ihre Erfahrungen mit der Nyckelharpa auszubauen, studierte aber zusätzlich weitere Instrumente und entwickelte ihren Gesang. Dort schloss sie an der Musikhögskolan i Malmö mit einem Bachelor in darstellender Kunst ab.
Alcaide veröffentlichte ihr Debütalbum Viola de Teclas im Jahre 2006. Mit ihrem zweiten Album, Como la luna y el sol aus dem Jahre 2007 interpretierte sie traditionelle sephardische Musik.

## Diskographie
- Viola de teclas (2006)
- Como la Luna y el Sol (2007)
- La Cantiga del Fuego (2012)
- Tales Of Pangea: Gotrasawala Ensemble (2015)
- Leyenda (2016)